# Can’t You Wait
Can’t You Wait – wydany w czerwcu 2013 r. singel grupy Kamp! pochodzący z ich debiutanckiego albumu.

## Lista utworów
| 1. | "Can’t You Wait" radio edit | 3:11  |
|    |                             |       |
|    |                             | 03:11 |
|    |                             |       |

## Notowania
| Lista                                              | Pozycja |
| -------------------------------------------------- | ------- |
| Lista Przebojów Radia Merkury                      | 5       |
| Lista Przebojów Programu Trzeciego Polskiego Radia | 32      |
| Szczecińska Lista Przebojów                        | 36      |

## Teledysk
Czarno-biały wideoklip, zawierający fragmenty z trasy koncertowej zespołu, został opublikowany 13 czerwca 2013 r. w serwisie YouTube; wyprodukowany przez Sputnik Studio, ze zdjęciami Magdaleny Czmudy.